# Station Wakefield Kirkgate
Wakefield Kirkgate is een spoorwegstation van National Rail in Wakefield, Wakefield in Engeland. Het station is eigendom van Network Rail en wordt beheerd door Northern Rail. 